# Duomyia thalassina
Duomyia thalassina är en tvåvingeart som beskrevs av Walker 1849. Duomyia thalassina ingår i släktet Duomyia och familjen bredmunsflugor. Inga underarter finns listade i Catalogue of Life.